# Bibaya
Bibaya est un village de la région du Centre du Cameroun, situé dans la commune de Dibang. 

## Population et développement
La population de Bibaya était de 72 habitants dont 35 hommes et 37 femmes, lors du recensement de 2005.     